# Adriaan Noordendorp
Adriaan Noordendorp (Den Haag, 1780 - 1833) was architect in Den Haag, rijksarchitect en bouwmeester der koninklijke paleizen en landsgebouwen.
Noordendorp was sinds 1806 assistent-controleur van de landsgebouwen in Den Haag en werd in 1813 bevorderd tot controleur. Zijn baas was Bartolomeus Ziesenis. Zo was hij betrokken bij de restauratie van het Logement van Amsterdam, dat na de beëindiging van de Republiek der Zeven Verenigde Provinciën in 1795 zijn functie had verloren. Het gebouw werd enige tijd verhuurd, eerst als onderkomen voor de Burgers Representanten en het Uitvoerend Bewind van de nieuwe Bataafse Republiek. Onder Lodewijk Napoleon werd het gebruikt door de Raad van Oorlog en van 1811 tot eind 1812 door het Tribunaal van de Eerste Instantie van het arrondissement Den Haag. Het stadsbestuur van Amsterdam gaf op 22 december 1812 opdracht de gebouwen op te knappen zodat ze opnieuw verhuurd konden worden. Op aanraden van Noordendorp moesten de panden eerst wind- en waterdicht gemaakt worden, daarna zou het interieur aan de beurt komen. De begroting van het restauratieplan werd door Noorderdorp ingeleverd en bedroeg 10.000 gulden. Twee dagen later werd bekendgemaakt dat Wilhelmina van Pruisen er wilde wonen en reeds in november 1814 haar intrek wilde nemen, voordat ze, zoals gewoonlijk, de winter zou doorbrengen op paleis Het Loo. De bouwtekeningen moesten herzien worden. Op 22 augustus werd de verbouwing gestart, hoewel de structurele restauratie nog niet had plaatsgevonden.

## Zijn werk
- 1808: restauratie Binnenhof in opdracht van koning Lodewijk Napoleon.
- 1814-1817: uitbreiding en voltooiing paleis Noordeinde
- 1826: Paviljoen Von Wied
- circa 1825: uitbreiding van de Koninklijke Grafkelder in de Nieuwe Kerk te Delft
- 1827-1830: Uitvoerend architect Paleis van prins Frederik der Nederlanden aan het Korte Voorhout, later gebruikt als Paleis van Justitie, op 3 maart 1945 verwoest tijdens het bombardement op het Bezuidenhout. De meer inhoudelijk ontwerper was de Architect der Koninklijke Paleizen en Landsgebouwen, met zetel in Brussel, Charles Vander Straeten.